# 駱達華
駱達華（英語：Ken Lok Dat Wah，1964年5月7日—），香港男演員，曾為亞洲電視及無綫電視旗下藝人。

## 背景
駱達華於橫頭磡母嬰健康院出生，本來有十四兄弟姊妹，自己排行第十。其中有兩名兄弟因為健康原因而養不大。他早年居住在九龍橫頭磡徙置區3座，童年時是一個愛遊玩的小孩，常到摩士公園、獅子山公園遊山玩水。駱達華曾就讀位於區內第3座天台的使徒信心會小學和位於樂富徙置區21座的漢文師範同學會梁端卿小學，之後入讀香港基教書院，並且在昔日位於九龍城嘉林邊道37號的篤信中學畢業。在校時被學校的音樂老師挑選與成功報考香港兒童合唱團（曾作公開演出）且曾在中五時考獲全班第二。他於1981年中學畢業後獲胞姊介紹在旺角彌敦道附近的店舖當照相機售貨員。但工作了一年多後發覺有些顧客把機件分拆出售，令公司盈利減少。加上留意到顧客的一些不良放售手法和不滿意營商氣氛，於是決定辭職。他於1983年入讀第2期亞洲電視藝員訓練班，翌年簽約成為合約藝人後看到報紙上關於麗的電視藝員訓練班的招生廣告，便在好奇心驅使下入讀第2期亞洲電視藝員訓練班。當時他早上於尖沙咀百樂酒店任職保安員，才夜晚上課。1984年畢業後正式簽約成為合約藝人。同期同學計有尹天照、唐品昌、吳廷燁、宗揚以及高先明等。
駱達華在亞視期間也參演過主角，後來因眼見電視台管理層管理不善而於1994年到馬來西亞發展了一段時間，再到台灣拍攝劇集和參演香港電影。適逢1997年亞洲金融危機發生，台灣的一些製作公司不夠資金製作影視作品。駱達華於1995年轉回香港發展，並在在同年與呂頌賢和張家輝等亞洲電視約滿後一同轉投無綫電視，入行多年來以演繹配角為主，較為人熟識的是於無綫電視劇集《陀槍師姐II》、《陀槍師姐III》飾演「鮑國平」一角。漸漸成為劇中不可或缺的綠葉角色。此外，駱達華也參與過不少電影，在多部無綫戲劇中表現亮眼，讓不少觀眾留下深刻印象，如《難兄難弟》、《陀槍師姐II》、《陀槍師姐III》、《倚天屠龍記》、《天子尋龍》、《談判專家》等等。
其中陀槍師姐系列中飾演的雙重人格的性慾倒錯者「鮑國平/翁文成」，其演技更令觀眾拍案叫絕。他在2001年曾與邵傳勇和黃澤鋒合資於尖沙咀開設火鍋店「麻辣小喇叭」。及後邵、駱二人因經商不和睦而退股，黃澤鋒轉而經營餐廳私房菜。2007年，駱達華也曾與朋友合資經營一間按摩店。
駱達華早於2000年已計劃前往中國內地發展，於2004年解決香港的藝人合約問題後正式長駐內地。駱達華其中一個離巢原因是留意到無綫電視與大量新人簽約，同時減少資深演員的收入。而他在內地建立事業初期主要花時間學習國語和接下一部份工作。由於其祖籍上海的妻子建議他到上海外闖，他其後定居于上海，主力向中國大陆發展，並且擁有自己的「駱達華工作室」。駱達華前後花了5年時間，至2008年才在中國內地建立名氣。期間，於上海和北京接拍一年一部電視劇。在2008年以後，一位主理商業演出的經理人主動聯絡他接洽登台事宜。他因此而增加了在不同省市的名氣。駱達華於中國內地長駐了超過15年，曾參演中央電視台的製作如2014年的《湄公河大案》。2018年，駱達華在由紹興市人民政府、紹興市柯橋區人民政府主辦的首屆「紹興·柯橋新銳電影節」中獲得「影視經典人物獎」。雖然現時已紮根內地，如有伙伴找他拍攝影視作品的話，他仍然會遊走中港兩地。

## 家庭與個人生活
駱達華已婚，其妻盧燕為一名中國內地演員，二人婚後育有一名女兒駱欣言。此外，他求學時期曾是一名基督新教徒，但現已是無神論者。

## 演出作品

### 電視劇

#### 無綫電視
| 首播   | 節目名稱           | 角色          |
| 1996年 | 闔府統請           | 凌東          |
| 1997年 | 難兄難弟           | 徐基          |
| 1997年 | 保護證人組         | 周勇          |
| 1998年 | 聊齋 (貳)          |               |
| 1998年 | 烈火雄心           | Peter         |
| 1998年 | 難兄難弟之神探李奇 | Robert        |
| 1998年 | 廉政行動1998       | 何青雲        |
| 1998年 | 鹿鼎記             | 劉一舟        |
| 1998年 | 西遊記(貳)         | 嘯天犬        |
| 1999年 | 反黑先鋒           | 子彈          |
| 1999年 | 全院滿座           | 程浩德        |
| 1999年 | 刑事偵緝檔案IV     | 張百豪        |
| 2000年 | 創世紀II天地有情   | 鄧志權        |
| 2000年 | 金裝四大才子       | 歐陽東        |
| 2000年 | 陀槍師姐II         | 鮑國平/翁文成 |
| 2000年 | 醫神華佗           | 伍兆光        |
| 2001年 | 陀槍師姐III        | 鮑國平/翁文成 |
| 2001年 | 娛樂反斗星         | 大哥          |
| 2001年 | 倚天屠龍記         | 莫聲谷        |
| 2002年 | 蕭十一郎           | 朱白水        |
| 2002年 | 談判專家           | 常大智        |
| 2003年 | 天子尋龍           | 楊公子        |
| 2003年 | 帝女花             | 湯寶倫        |
| 2003年 | 非常外父           | 基哥          |
| 2003年 | 衛斯理             | 李有為        |
| 2004年 | 翻新大少           | 蔣世剛        |
| 2004年 | 無名天使3D         | 呂俊傑        |
| 2004年 | 爭分奪秒           | 侯文英        |
| 2004年 | 棟篤神探           | 陳復          |
| 2004年 | 水滸無間道         | 黎樹根        |
| 2005年 | 奇幻潮             | 導演          |
| 2005年 | 秀才遇著兵         | 獨孤龍        |
| 2005年 | 鳳舞香羅           | 辛競天        |
| 2005年 | 肝膽崑崙           | 蕭慶龍        |
| 2006年 | 鳳凰四重奏         | 徐力漢        |
| 2007年 | 森之愛情           | 女性化男      |
| 2010年 | 刁蠻嬌妻蘇小妹     | 曹智仁        |
| 2010年 | 囧探查過界         | 路人          |
| 2011年 | 七號差館           | 何健康        |

#### 亞洲電視
| 首播   | 節目名稱               | 角色     |
| 1984年 | 雲海玉弓緣             | 武定球   |
| 1984年 | 醉拳王無忌之日帝月后   | 冬雷     |
| 1984年 | 四大名捕               |          |
| 1985年 | 十兄弟                 |          |
| 1985年 | 靈界邊緣人             |          |
| 1986年 | 清末四大奇案之太原奇案 | 定慧     |
| 1986年 | 哪吒                   | 金霞童子 |
| 1986年 | 秦始皇                 | 張良助手 |
| 1986年 | 少林英雄               |          |
| 1987年 | 怒火青春               | Ben      |
| 1987年 | 天橋                   | 山羊     |
| 1987年 | 啼笑因緣               | 老子王   |
| 1987年 | 滿清十三皇朝           | 阿濟格   |
| 1987年 | 擦鞋先生               |          |
| 1988年 | 滿清十三皇朝           | 周日清   |
| 1988年 | 張保仔                 | 鄭英石   |
| 1988年 | 錦衣衛                 | 劉力     |
| 1988年 | 聊齋誌異               |          |
| 1989年 | 男大當差               |          |
| 1989年 | 皇家檔案之永不放棄     | 何彬     |
| 1989年 | 捉鬼家族               | Andrew   |
| 1989年 | 皇家檔案III之野狼      | 阿牛     |
| 1989年 | 兜亂兩仔爺             | 追債人   |
| 1989年 | 夜琉璃                 |          |
| 1990年 | 佳偶天成               |          |
| 1991年 | 乖女也瘋狂             | Gigo     |
| 1991年 | 勝者為王               |          |
| 1992年 | 點解阿sir係隻鬼        | 曾志星   |
| 1992年 | 龍在江湖               | Stephen  |
| 1992年 | 摩登七十二家房客       |          |
| 1992年 | 李小龍傳               | Stephen  |
| 1992年 | 勝者為王II天下無敵     | 甘帶勝   |
| 1993年 | 賭神秘笈'93            |          |
| 1993年 | 槍神                   | 林寶堅   |
| 1993年 | 點解阿sir係隻鬼(續集)  | 曾志星   |
| 1994年 | 可憐天下父母心         |          |
| 1994年 | 岳飛傳                 | 秦熺     |
| 1995年 | 精武門                 | 張克祥   |
| 1995年 | 城中姐妹花2之子夜情人  |          |
| 1995年 | 有房出租之奪命佳人     | 許子健   |

### 電視劇（其他）
- 1995年：《喜乐会》 饰 关竞生助手小雄（客串）
- 2003年：《俏女沖沖沖》
- 2006年：《聊斋II》之《胭脂》 饰 宿介郎
- 2006年：《正义》
- 2007年：《血未冷》 饰 曹永泰
- 2007年：《此情可问天》 飾 四叔（客串）
- 2007年：《迷路》 饰 隽
- 2007年：《義本同心》 飾 葛全
- 2008年：《黑三角》 飾 李虎
- 2008年：《狐步諜影》 飾 風間久彥
- 2008年：《化剑》 饰 吴家耀
- 2008年：《震撼世界的七日》
- 2009年：《苏菲日记II》 饰 出租车司机
- 2010年：《天敵》 飾 錢宇
- 2010年：《帶刀女捕快》 飾 林一刀
- 2011年：《零號國境線》 飾 段功
- 2011年：《七品芝麻官》 飾 史晉
- 2011年：《滴血的刺刀》 飾 劉志堅
- 2012年：《親愛的回家》 飾 安亚康
- 2012年：《風雲傳奇》 飾 鬼塚吉田
- 2012年：《刑警戰記》 飾 徐杰
- 2012年：《屌絲男士》 飾 華仔
- 2013年：《愛閃亮》 飾 丁亚明
- 2013年：《戰雷》 飾 黎江
- 2013年：《聊齋傳奇》 飾 張士明
- 2013年：《大唐女將樊梨花》 飾 青面尊者
- 2013年：《唐宮燕》 飾 李旦
- 2013年：《幸福保衛戰》 飾 林一樵
- 2014年：《凤游龙门》 飾 柴豹
- 2014年：《幸福的错觉》 饰 李明
- 2014年：《湄公河大案》 飾 亞丁
- 2014年：《情牵首尔》 飾 谢进
- 2014年：《烽火英雄传》 飾 秀夫大佐
- 2015年：《想明白了再结婚》 飾 柳清源
- 2015年：《我们的绝地反击》 飾 木村大佐
- 2015年：《活着再见》 飾 胡經 (網絡劇)
- 2015年：《聊斋新编之花姑子》 飾 张士明
- 2016年：《下辈子还做我老爸》 飾 王強
- 2016年：《你好乔安》 饰 林先生（客串）
- 2017年：《羽毛耳环》 飾 金何在
- 2017年：《臥底》 飾 任天華
- 2018年：《怒放的青春》 飾 松井
- 2018年：《美丽见习生》 飾  陈有德
- 2018年：《北部灣人家》 飾  古子軒（客串）
- 2019年：《異域檔案之暹羅密碼》飾 Peter (網絡劇)
- 2019年：《天使的眼睛》飾 田中恆 (網絡劇)
- 2020年：《还没爱够》 飾 葉維松（客串）
- 2020年：《我们的逆青春》飾 江爷 (網絡劇)
- 2023年：《心跳》飾 顾楠 (網絡劇)
- 待播：《猎枭》
- 未播：《酒店世家》(2012年拍攝) 飾 謝進
- 待播中：《上山吧！兄弟》 飾 吾力松松
- 待播：《尷了個尬》(2017年拍攝) (網絡劇) 飾 黃為
- 待播：《浴火》
- 待播：《方圆八百米》 (網絡劇)

### 電影
- 1989年：法內情大結局
- 1991年：跛豪
- 1991年：喋血邊緣
- 1992年：一千靈異夜之血咒
- 1992年：一千靈異夜之靈魂實驗
- 1993年：人生得意衰盡歡
- 1993年：綁架黃七輝 飾 大鼻
- 1994年：飛虎雄心 飾 保險畢
- 1995年：海根
- 1995年：落難賊鴛鴦
- 1996年：浪漫風暴 飾 阿鵬
- 1996年：赤裸羔羊3致命快感 飾 警察卧底
- 1996年：摩登菩呢提
- 1996年：旺角風雲 飾 比達
- 1996年：紅燈區 飾 Pierre
- 1996年：黑俠 飾 警察署長
- 1996年：玉蒲團II玉女心經 飾 花道
- 1997年：超級無敵追女仔
- 1998年：生化壽屍 飾 買家助手
- 1998年：B計劃
- 1999年：東堤渡假鬼屋
- 1999年：古惑仔之再戰邊沿
- 1999年：冥婚
- 1999年：古惑仔之在走馬崗的日子 飾 阿文
- 1999年：小心警察
- 1999年：古惑仔之大戰拉斯維加斯
- 1999年：古惑仔之衝出亞洲
- 1999年：古惑仔之極速風暴
- 1999年：古惑仔之黑道人渣
- 1999年：古惑仔之濠江龍虎鬥 飾 阿文
- 2000年：撞鬼你之血光之災
- 2000年：困局
- 2000年：變態殺人狂
- 2000年：OL誘惑之各自各精彩
- 2000年：猛鬼諾言
- 2001年：暴風少年之紐約教父 飾 阿文
- 2001年：險角
- 2001年：殺出個未來
- 2002年：零二房間
- 2003年：殺入愛情路
- 2003年：誘惑出擊
- 2005年：古惑仔：以暴制暴
- 2005年：力王之赤手神探
- 2011年：刺殺玫瑰 飾 葉士堅
- 2012年：給野獸獻花 飾 梁長官
- 2012年：守株人 飾 齊大洲
- 2012年：給野獸獻花
- 2012年：藍調海之戀 飾 劉一旭
- 2013年：愛,很美 飾 曹經理
- 2014年：一見未鍾情
- 2016年：我的1000萬 飾 楊康
- 2016年：所以，和黑粉結婚了
- 2016年：求生者
- 2017年：巨額來電 飾 魯赤雄
- 2019年：上海往事之当年情
- 2019年：灰猴
- 2019年：安阳劫
- 待上映：天國禁書

### 網絡電影
- 2016年：大肉票 飾 龍旗
- 2016年：逆爱 飾 老默
- 2016年：荒墳魅影
- 2017年：靈魂騎士
- 2017年：王牌探案：符殺
- 2017年：千術2千王之戰
- 2017年：本色英雄
- 2017年：上海往事之伍尺天 飾 杜一豪
- 2018年：怪醫刀客 飾  華佗
- 2018年：超时空大营救
- 2018年：蝶变计划 飾  麥教授（兼任監製）
- 2019年：特勤精英之逃出生天
- 2019年：对号入座 飾  海曼父亲
- 2019年：御天无常传 饰 严大人
- 2020年：倩女幽魂人间情
- 2021年：燕赤霞猎妖传 饰 顾图
- 2021年：锦鼠御猫之九幽血狼
- 2021年：致命嫌疑
- 2022年：南宋诡事之鬼樊楼
- 2022年：鍾馗降魔
- 2022年：老九门之青山海棠
- 2022年：神农野人
- 2022年：猎毒之闪电突击
- 2022年：人鱼
- 2022年：鬼吹灯之南海归墟 飾  明叔
- 2023年：除恶：飞车党
- 2023年：破军X档案致命异变
- 2024年：狂蟒之災
- 2024年：西装暴徒 飾 佐顿
- 2024年：猎毒风云 飾  桑尼
- 2024年：绝命狙击 飾  察猜
- 2024年：关中诡事之雾隐藏棺
- 2024年：硬汉狙击
- 2024年：狄仁杰·通天人偶

### 其他
- 2019年：ViuTV《林盧去追星》

## 資料來源
- 駱達華的新浪微博
- 駱達華的博客 （页面存档备份，存于）
- 駱達華-香港影庫 （页面存档备份，存于）